# Francisco Evanilson de Lima Barbosa
Francisco Evanilson de Lima Barbosa, mais conhecido como Evanilson (Fortaleza, 6 de outubro de 1999), é um futebolista brasileiro que atua como centroavante. Atualmente joga no Bournemouth.

## Carreira

### Início
Nascido em Fortaleza, foi descoberto no Estação, do Ceará, Evanilson chegou ao Fluminense em 2013.

### Fluminense
Ele fez sua estreia profissionalmente em 17 de janeiro de 2018, entrando como substituto no lugar de Dudu, na derrota por 3 a 1 no Campeonato Carioca fora de casa contra o Boavista; ele também cometeu um pênalti nessa partida.

### Empréstimo ao Šamorín
Em 23 de janeiro de 2018, Evanilson foi emprestado ao ŠTK Šamorín na Eslováquia, que na época era time filiado do Fluminense, por seis meses.
Evanilson fez sua estreia no exterior em 14 de abril de 2018, substituindo Roman Sabler na vitória por 1 a 0 em casa sobre o Partizán Bardejov. Ele marcou seu primeiro gol 14 dias depois, marcando na vitória por 2 a 0 fora sobre o FK Spišská Nová Ves, e voltou ao Flu em 31 de maio de 2018 depois de contribuir com três gols em seis partidas.

### Retorno ao Fluminense
Após seu retorno, se destacou rapidamente e até pulou algumas etapas, mas caiu de produção. Evanilson não era visto internamente como uma das maiores promessas recentes e o clube inclusive tinha outros nomes no radar de vendas possíveis oriundas da base. Até por isso, houve, no entendimento do próprio jogador, uma demora para que ele fosse valorizado. 
Em 2019, o atacante foi artilheiro do Campeonato Carioca e do Campeonato Brasileiro Sub-20, com 28 gols no total, e subiu para o profissional.
Evanilson fez sua estreia na Série A em 7 de novembro de 2019, substituindo seu colega Marcos Paulo em uma vitória por 2 a 0 fora contra o São Paulo. Em 8 de dezembro de 2019, em sua primeira partida como titular, ele marcou dois gols na vitória fora de casa por 2 a 1 contra o Corinthians.

### Tombense
Em 13 de dezembro de 2019, Evanilson assinou pré-contrato com o Tombense, a partir de fevereiro de 2020, onde venceu seu contrato com o Fluminense.

### Empréstimo ao Fluminense
Em 15 de janeiro de 2020 foi confirmado que Evanilson jogaria pelo Fluminense até o final de 2021 por empréstimo.
Evanilson tornou-se titular regular do Flu no ano de 2020, em parceria com Marcos Paulo desde o início.

### Porto
No dia 7 de setembro de 2020, o Fluminense anunciou a transferência do Evanilson para um clube português anônimo; O Flu reteve 30% da taxa que deveria ser paga à Tombense, mais um lucro de 6% em uma venda futura. No mesmo dia, a mídia brasileira revelou que o clube para o qual o centroavante estava ingressando era o FC Porto. Fez sua estreia em 24 de outubro de 2020, marcando o gol da vitória contra o Gil Vicente pelo Campeonato Português de 2020–21.
Em sua primeira época, transitou entre o clube principal e a equipe B do Porto, se saindo melhor neste último clube onde marcou seis gols em cinco partidas. Superado o seu período inicial pela equipe portuguesa, onde marcou três gols pela Primeira Liga com o time principal, Evanilson foi mais utilizado por Sérgio Conceição a partir do Campeonato Português de 2021–22 apanhando o espaço que outrora era de Toni Martínez – especialmente após lesão do espanhol – no ataque azul.
Firmado em um trio de ataque com Mehdi Taremi e Pepê – por vezes também tendo a participação do luso-brasileiro Otávio ou do colombiano Luis Díaz– o brasileiro conseguiu números expressivos na Liga e concluiu ela com o título nacional e 14 tentos; firmando-se como o segundo jogador do Porto com mais gols na Primeira Liga, atrás somente de Taremi e empatado com o colega Díaz. Entre suas principais partidas, destaca-se o hat-trick diante o B-SAD na 18ª rodada.
Na Primeira Liga de 2022–23, pouco após renovar com o Porto até 2027, o centroavante sofreu com seguidas lesões que se estenderam até o início da época seguinte. Desse modo, entrou em campo por 23 oportunidades, mas tivera uma mudança significativa em seus números, pois tivera sete tentos em tais jogos.
Recuperado dos problemas físicos, Evanilson faria a temporada de 2023–24 a sua maior na carreira até aquele momento. O brasileiro conseguira números expressivos em todas as competições e quase conseguiu empatar com o número de tentos da Primeira Liga de 2021–22, ficando com um a menos, mas conseguiu ser o goleador máximo do time azul na Liga Portuguesa daquela época.
Apesar do sucesso na Liga de Portugal, Evanilson não repetiu os feitos na Taça da Liga. Em todos os anos que ficou sob contrato com o Porto, o centroavante jamais balançou as redes nas partidas dessa competição, se limitando a participações em baixas minutagens. Apesar disso, foi campeão com o time na edição de 2022–23 onde, mesmo lesionado e sem jogar, viu a equipe superar o Sporting e comemorar o troféu.
Contrapondo as partidas menos goleadoras na Taça da Liga, Evanilson foi peça fundamental em algumas campanhas do Porto na Taça de Portugal. E 2021–22, surpreendeu ao fazer sete gols nos primeiros cinco jogos, sendo um doblete contra o Benfica e uma vitória por 3–0, e um tento no jogo de ida da Semifinal contra o Sporting. Nos dois últimos jogos o brasileiro não marcou gols, mas contemplou a vitória por 3–1 contra o Tondela e comemorou o título dentro de campo. Ao fim da competição, ele sagrou-se o artilheiro dela juntamente de João Rodrigues – atleta do Caldas Sport Clube.
Em busca do bicampeonato, o Porto retornou à época seguinte, mas viu o brasileiro ser menos participativo nos jogos. De fato, ele fizera apenas o gol que garantiu o time à final da Taça contra o Braga. Lá, o Porto novamente conseguiu um positivo resultado e eles puderam, novamente, comemorar o título nacional.
Repetindo os feitos da edição de 2021–22, Evanilson conseguiu uma enorme campanha no que culminou no tricampeonato do Porto. Nos primeiros quatro jogos, o jogador chegou a marca de sete gols, incluindo um triplete no dia 9 de janeiro de 2024 sobre Estoril, na goleada do Porto fora de casa por 4-0.
Na final, foi importante ao empatar o jogo em 1–1 contra o Sporting, e sofrer o pênalti que culminou no gol do título de Taremi na prorrogação. Com o placar marcando 2–1, Evanilson novamente esteve com o título nacional e sagrou-se tricampeão em quatro edições disputadas. Além disso, conseguiu novamente ser o artilheiro da Taça com oito tentos.
De 2020 até 2024, o Porto disputou quase todas as edições da Supertaça Cândido de Oliveira – ausentando-se apenas em 2021 –. No entanto, Evanilson só entrou em campo no ano de 2022, onde marcou um gol e deu uma assistência na vitória por 3–0 diante o Tondela.
O brasileiro também pôde disputar a Liga dos Campeões e a Liga Europa nas vezes que esteve sob contrato com os Dragões. Ele estreou em uma derrota de 3–1 contra o Manchester City em outubro de 2020. Nessa edição, foi sumariamente reserva e não participou de nenhum gol em uma campanha que terminou com uma eliminação diante o Chelsea nas quartas de final.
Em 2021–22, tivera mais tempo de jogo, mas viu a equipe ter um desempenho ainda pior e não conseguindo vaga às oitavas. Na Liga Europa, ainda sem nenhum gol do centroavante, o time foi eliminado nas Oitavas diante o Lyon.
O primeiro gol de Evanilson na competição só sairia na penúltima rodada da Fase de Grupos da Liga dos Campeões da UEFA de 2022–23. Em seu único tento, o jogador estufou as redes do Club Brugge KV em uma goleada por 4–0 na Bélgica. Seguindo a competição, eles foram eliminados diante a Internazionale na fase seguinte.
Sua melhor edição, contudo, aconteceria na Liga dos Campeões da UEFA de 2023–24. Em seu segundo jogo Evanilson marcou um triplete – apenas o segundo jogador da história do Porto a fazê-lo – na vitória do Porto por 4 a 1 sobre o Royal Antwerp, no Bosuilstadion, na Antuérpia. Na partida posterior, contra o mesmo time, mas no Estádio do Dragão, ele balançara novamente as redes dos belgas por uma vez e chegou a marca de quatro gols em três partidas. Em declaração sobre os três gols, ele disse:
| “                                                       | Até fiquei sabendo que foi apenas a segunda vez em toda a história da Liga dos Campeões que um jogador do Porto conseguiu fazer um hat-trick, o que me deixa ainda mais feliz e realizado. Entro sempre em campo para ajudar o time e busco fazer o que sei. | ” |
| — Evanilson sobre o seu hat-trick na Liga dos Campeões. | |   |

Passando de Fase, o clube tivera de enfrentar o Arsenal nas Oitavas de Final. No jogo de ida, venceram os Gunners por 1–0, mas sofreram o mesmo placar no jogo de volta. Evanilson foi substituído na reta final do segundo tempo e viu a equipe de Londres derrotá-los nas penalidades.
Esta temporada foi muito positiva ao centroavante. Em 45 partidas marcou 25 gols e chamou a atenção de diversas equipes europeias. Mesmo ainda tendo contrato com os Dragões, o brasileiro decidiu deixar o país para disputar a Premier League em um projeto ambicioso. Assim, abdicou de sua estadia em Portugal após fazer 60 gols em 154 jogos pelo Porto.

### Bournemouth

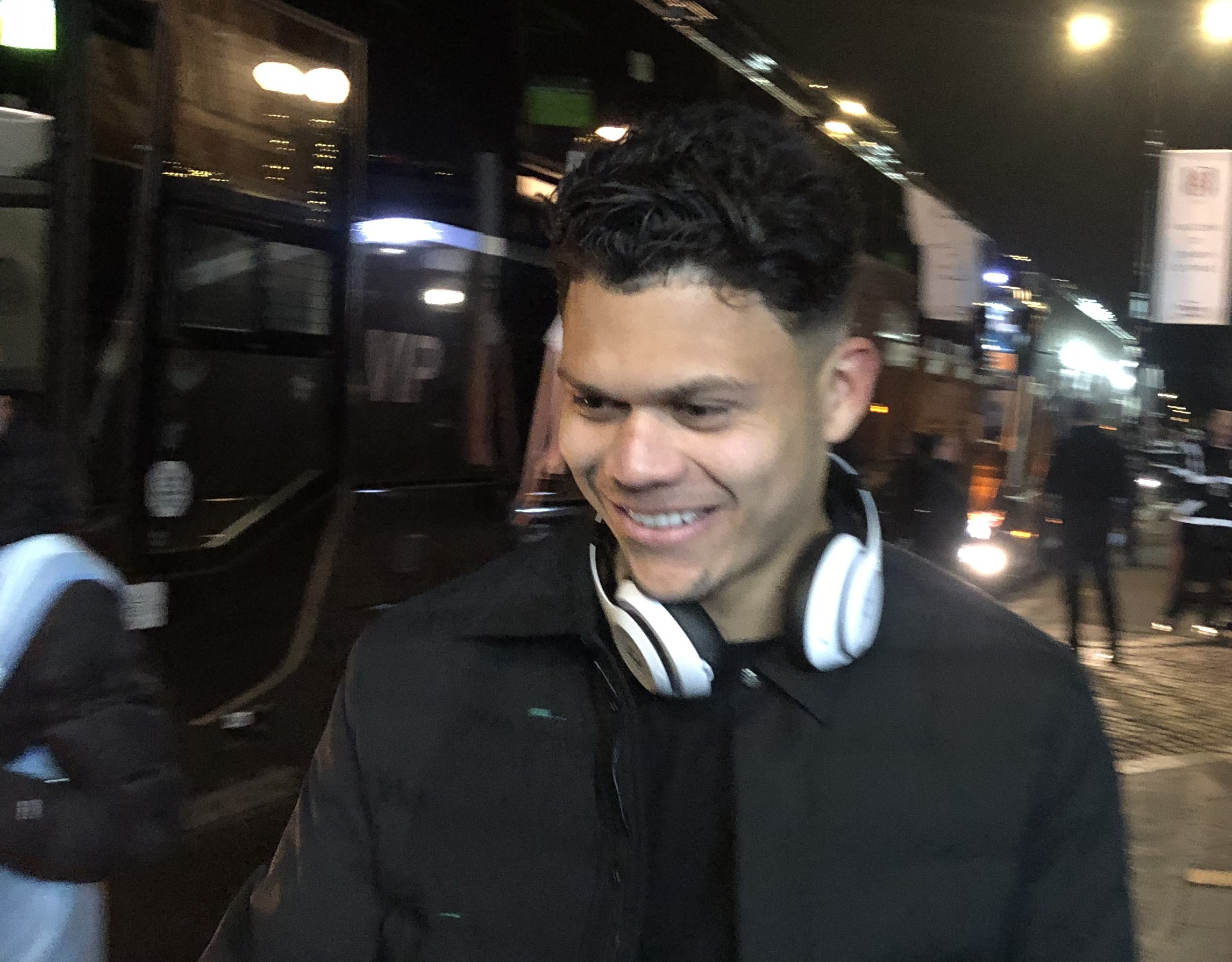
Evanilson em 2024.

No dia 16 de agosto de 2024, o Porto anunciou a venda de Evanilson ao Bournemouth, da Inglaterra, em uma transferência de 37 milhões de euros (R$ 223 milhões) mais €10 milhões (R$ 60,2 milhões) em bônus. O atacante estreou pelo clube inglês no dia 25 de agosto de 2024 contra o Newcastle em partida válida pela Premier League.
Em seus 10 primeiros jogos pelo clube, marcou três gols, sendo um deles o gol da vitória contra o Manchester City no dia 02/11/2024.

## Estatísticas
Atualizado até 4 de junho de 2023

### Clubes
| Clube              | Temporada         | Campeonato Nacional | Campeonato Nacional | Campeonato Nacional | Taça Nacional | Taça Nacional | Taça da Liga | Taça da Liga | Competições Continentais | Competições Continentais | Outras Competições | Outras Competições | Total | Total |
| Clube              | Temporada         | Liga                | Jogos               | Golos               | Jogos         | Golos         | Jogos        | Golos        | Jogos                    | Golos                    | Jogos              | Golos              | Jogos | Golos |
| ------------------ | ----------------- | ------------------- | ------------------- | ------------------- | ------------- | ------------- | ------------ | ------------ | ------------------------ | ------------------------ | ------------------ | ------------------ | ----- | ----- |
| Fluminense         | 2018              | Série A             | 0                   | 0                   | 0             | 0             | —            | —            | 0                        | 0                        | 1                  | 0                  | 1     | 0     |
| Fluminense         | 2019              | Série A             | 3                   | 2                   | 0             | 0             | —            | —            | 0                        | 0                        | 0                  | 0                  | 3     | 2     |
| Fluminense         | Total             | Total               | 3                   | 2                   | 0             | 0             | —            | —            | 0                        | 0                        | 1                  | 0                  | 4     | 2     |
| ŠTK Šamorín (emp.) | 2017–18           | 2. Liga             | 6                   | 3                   | —             | —             | —            | —            | –                        | –                        | —                  | —                  | 6     | 3     |
| Tombense           | 2020              | Série C             | 0                   | 0                   | —             | —             | —            | —            | —                        | —                        | —                  | —                  | 0     | 0     |
| Fluminense(emp.)   | 2020              | Série A             | 6                   | 2                   | 4             | 0             | —            | —            | 2                        | 1                        | 10                 | 5                  | 22    | 8     |
| Porto              | 2020–21           | Primeira Liga       | 15                  | 3                   | 4             | 1             | 0            | 0            | 5                        | 0                        | 0                  | 0                  | 24    | 4     |
| Porto              | 2021–22           | Primeira Liga       | 30                  | 14                  | 7             | 7             | 1            | 0            | 8                        | 0                        | —                  | —                  | 46    | 21    |
| Porto              | 2022–23           | Primeira Liga       | 23                  | 7                   | 6             | 1             | 3            | 0            | 8                        | 1                        | 1                  | 1                  | 41    | 10    |
| Porto              | Total             | Total               | 68                  | 24                  | 17            | 9             | 4            | 0            | 21                       | 1                        | 1                  | 1                  | 111   | 35    |
| Porto B            | 2020–21           | Segunda Liga        | 5                   | 6                   | —             | —             | —            | —            | —                        | —                        | —                  | —                  | 5     | 6     |
| Total de Carreira  | Total de Carreira | Total de Carreira   | 88                  | 37                  | 21            | 9             | 4            | 0            | 23                       | 2                        | 12                 | 6                  | 148   | 54    |

1. ↑  Inclui Copa do Brasil e Taça de Portugal
2. 1 2  Jogo(s) no Campeonato Carioca
3. ↑  Jogos na Copa Sul-Americana
4. 1 2  Jogos na Liga dos Campeões
5. ↑  4 jogos na Liga dos Campeões, 4 jogos na Liga Europa
6. ↑  Jogo na Supertaça Cândido de Oliveira

## Títulos
Fluminense
- Taça Rio: 2018 e 2020

Porto
- Primeira Liga: 2021–22
- Taça de Portugal: 2021–22, 2022–23 e 2023–24
- Supertaça Cândido de Oliveira: 2022 e 2024
- Taça da Liga: 2022–23

### Artilharias
- Taça de Portugal de 2021–22 (7 gols)
- Taça de Portugal de 2023–24: (8 gols)